# Tosal de San Miguel
Tosal de San Miguel (en valenciano Tossal de Sant Miquel ) es el nombre que recibe el yacimiento arqueológico situado en el solar de la antigua ciudad ibérica de Edeta o Leiria, capital de la Edetania. Se situaba en un alargado montículo de 200 m s. n. m. de altura media a unos 500 m del actual núcleo histórico de Liria (Valencia) España. Sertorio la destruyó en el año 76 a. C., razón por la que la población se reinstaló en el valle formando una nueva ciudad de estilo plenamente romano que tuvo su esplendor en los siglos I y II y que fue, según Plinio el Viejo un municipium de derecho latino.
Está catalogado como Bien de interés cultural de la provincia de Valencia, con número de anotación ministerial: R-I-55-0000360, y fecha de anotación 5 de julio de 1994, con la denominación de Poblado Ibérico Cerro San Miguel.

## Historia
El emplazamiento es muy estratégico, ya que domina una gran zona de la llanura valenciana, y fue ocupado por primera vez ya en la Edad del Bronce. Es el único yacimiento de la comarca del Camp de Turia habitado desde el II milenio a. C. En tiempos ibéricos todo el cerro y sus laderas fueron solar de una gran ciudad, identificada con Edeta, capital de la Edetania que, según Claudio Ptolomeo, fue conocida también con el nombre de Leiría. Su trazado urbanístico es propio de los poblados en falda, determinado por la topografía, en el que las edificaciones se disponen adosadas a la pared rocosa, a lo largo de terrazas artificiales. La estructura del poblado, que sigue las curvas de nivel (escalones de 10 a 15 m), le da un aspecto escalonado. Esto se ve reforzado por la estructura de las casas -empotradas a la roca-, con tejado plano, acceso desde los dos niveles de calle, Entre los siglos V e inicios del II a. C., ocupó una superficie de 10 a 15 hectáreas. algunas tenían dos plantas.

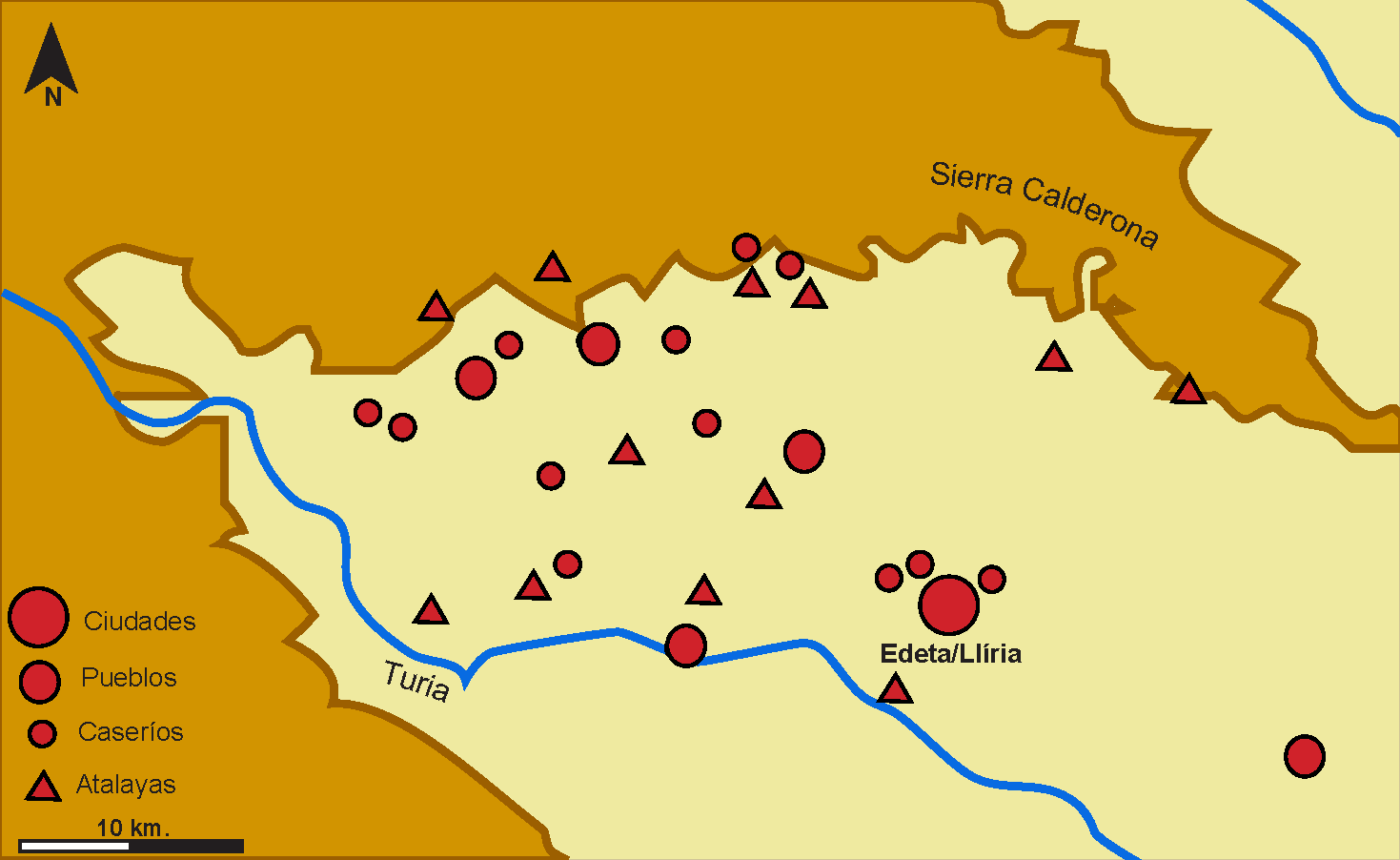
Territorio bajo el control de Edeta durante el período Ibérico Pleno, según Bernabeu, Bonet y Mata.

Las primeras investigaciones profesionales las llevó a cabo el Servicio de Investigación Prehistórica de la Diputación de Valencia en 1933. En diversas campañas se pusieron al descubierto 131 habitaciones, diversas escaleras, callejas, molinos, hornos domésticos e instrumental agrícola; así como un extraordinario conjunto de vasos cerámicos decorados con escenas pintadas sobre danza, tauromaquia, naumaquia y pesca, entre otros. Se hallaron también numerosos letreros en idioma ibero, monedas, objetos de adorno y armas. El poblamiento del cerro se interrumpe el año 76 a. C. tras la destrucción de Sertorio, momento en que se comienza a construir la ciudad de la llanura. La ciudad no acuñó moneda.

## La sociedad edetana
Las escenas pintadas en la cerámica hallada en el tosal, dispuestas en friso y siempre con representación de varios personajes, representan actividades muy concretas de un sector de la sociedad: la aristocracia. Muestran un mundo lúdico, como la cacería, y el mundo militar, la guerra, los duelos y los juegos competitivos que reflejan la importancia del caballero. Las damas entronizadas, las procesiones y las danzas muestran el carácter festivo y religioso de aquellas ceremonias colectivas donde siempre participan mujeres que, por sus atuendos y atributos, representan damas de alto rango.
Así pues, la cerámica muestra la clase privilegiada del contexto urbano de Edeta entre finales del siglo III y principios del II a. C., inmortalizada por los artesanos y artistas especializados que trabajaban a su servicio y que, como el campesinado, no aparecen reflejados en la iconografía.

## Hallazgos

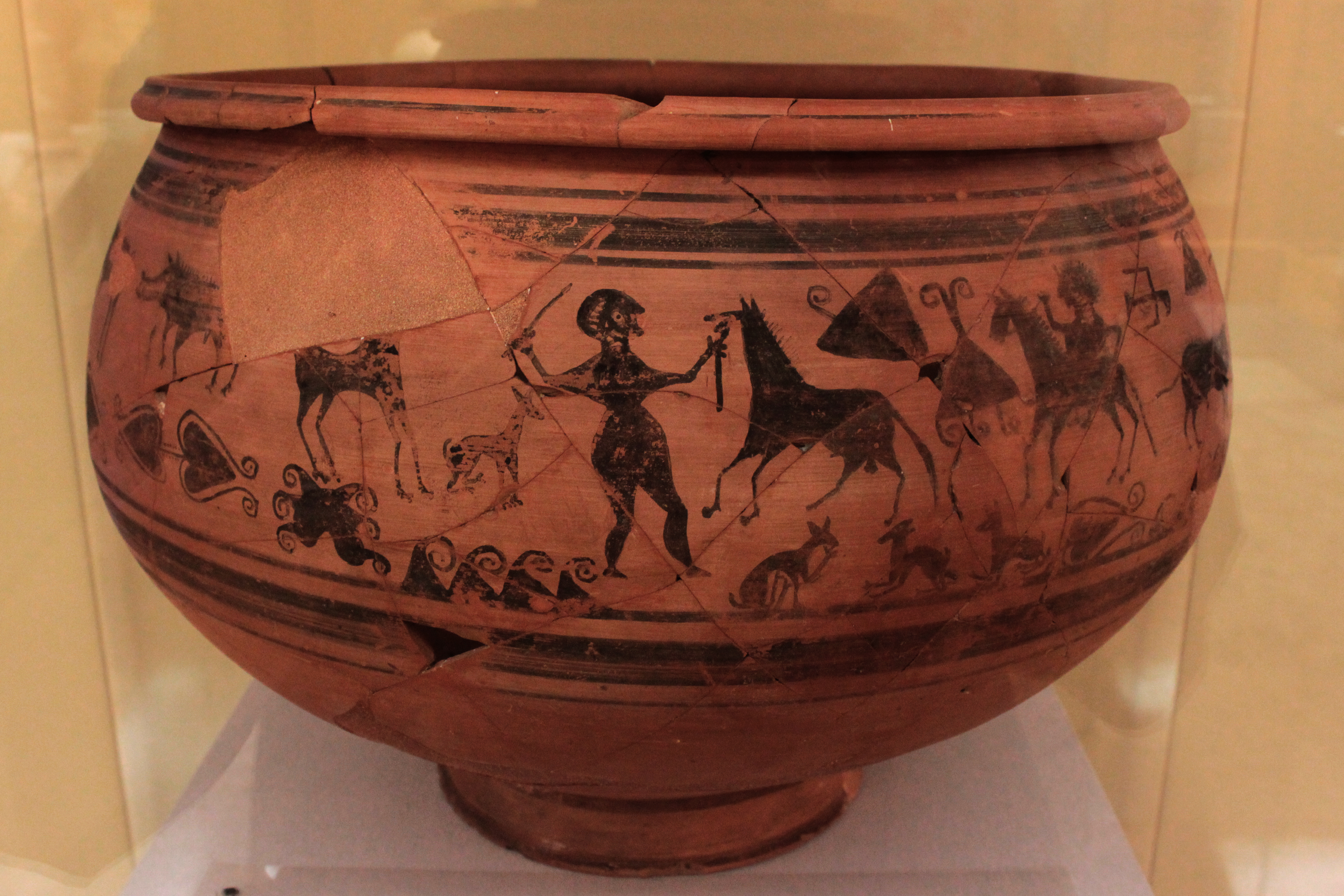
Vaso de la Doma, cerámica decorada de Tosal de San Miguel en el Museo de Prehistoria de Valencia.

La gran mayoría de los materiales hallados en los yacimientos se exponen en el Museo de Prehistoria de Valencia, aunque una pequeña parte se expone en el MALL (Museo Arqueológico de Liria).